# 貓室
貓室，主要由兩人組成的動畫、插畫、漫畫作者，因為愛貓，所以以「貓虱」為諧音，稱為「貓室」。他們的動畫作品包括李蠢，累透社，隱蔽老人，媽媽出世了等，曾於日本，法國、美國、瑞士和韓國等地，陸續獲獎及放映，亦於東京TBS電視台, 在一個稱為亞洲動畫奧斯卡的比賽，以首個香港創作單位，奪得全亞洲最高榮譽大獎(grand prize)，首套一小時動畫結集"貓室動畫大集結"於第34屆香港國際電影節大銀幕播映。DVD隨後由影意志推出。而癲噹亦於日本放送電視台播出。
漫畫創作曾於週刊《東Touch》連載, 現正於《晴報》以專欄連載。貓室創作的人物──癲噹、小襪兔、多多(Doll-doll)等，曾於香港APM商場、沙田新城市廣場展覽、海港城LCX、動漫電玩節、沙田新城市廣場展覽、上海港匯廣場「香港動漫嘉年華」、匯豐銀行「香港有格」展覽等展出。著作:「癲噹- 神奇玫瑰花」於三聯書店 (香港)有限公司出版。

## 漫畫

### 著作
- 2010年: 癲噹-神奇玫瑰花ISBN 978-962-04-3020-6

### 展覽
- 東區文藝節- 癲噹東區藝術巴士
- 亞洲國際博覽館- 「香港動漫嘉年華」展出1.5米高人型癲噹公仔
- 沙田新城市廣場 x 癲噹、戴熊「看高一點，開心一點」展覽
- 上海港匯廣場- 「香港動漫嘉年華」展出1.5米高人型癲噹公仔(香港參博活動之一)
- 香港海港城LCX x 癲噹 GO GET ART 展覽
- DETOUR 2009貓室漫畫手稿展覽
- 香港APM商場 x DOLL-DOLL x 復活節「動漫貓室」1500平方尺大型展覽
- 沙田新城市廣場 x 癲噹、戴熊「看高一點，開心一點」展覽
- 香港藝術中心 三十周年展覽

## 動畫

### 放映
- 2010年: 第34屆香港國際電影節(HKIFF)──貓室動畫大集結(The Postgal Animation Collection)

### 獎頂
- 2008年: 第10屆日本TBS DIGICON6──亞洲最優秀獎(grand prize)
- 2008年: 第10屆日本TBS DIGICON6──香港區一等獎
- 2007年: 第 4屆美國TGSNT( The Greatest Story Never Told ) --- 冠軍(grand prize)
- 2006年: 第11屆香港IFVA（香港獨立短片及錄影比賽）──動畫組冠軍
- 2006年: 第 2屆秘魯PERU - Festival Internacional de Cortometrajes, Peru --- 最佳動畫(Best Animation)
- 2005年: 第 5屆韓國Seoul Film Festival(SENEF) 最佳網上動畫(Best Web Work)
- 2004年: 第11屆美國三藩市Flash Forward Film Festival(FFFF) 最佳動畫(Best Cartoon)
- 2004年: 第11屆美國三藩市Flash Forward Film Festival(FFFF) 民選獎(People choice)

## 外部連結
- 貓室官網 （页面存档备份，存于）
- 貓室動畫大集結 - 電影詳情
- 明報讀書站 -名人書櫃 :　作者「貓室」推介[永久]
- 貓室漫畫專欄
- 貓室youtube （页面存档备份，存于）
- 貓室xanga
- 匯豐銀行「香港有格」
- 李蠢官網
- 癲噹官網 （页面存档备份，存于）
- TBS DigiCon6 10th Anniversary 授賞式 （页面存档备份，存于）
- 貓室 facebook